# Giovanni Sgambati
Giovanni Sgambati (28. května 1841 Řím - 14. prosince 1914 tamtéž) byl italský klavírista, dirigent, hudební skladatel a pedagog.

## Život
Sgambati pocházel ze měšťanského prostředí, jeho otec byl právníkem v Římě, matka dcera anglického sochaře Josepha Gotta (1786–1860). První hodiny klavíru dostal již v raném věku a v šesti letech začal vystupovat na veřejnosti. Po smrti svého otce v roce 1849 pokračoval ve vzdělávání v Trevi. V roce 1860 se vrátil do svého rodného města a veřejně vystupoval jako klavírista. Když krátce poté přišel do Říma Liszt, Sgambati se stal jeho žákem. Začal také v Římě propagovat symfonickou hudbu, zejména díla Beethovena, ale také díla Liszta. V roce 1869 následoval svého učitele do Německa. Zde se setkal s Antonem Rubinsteinem a také poznal a ocenil Wagnerovu hudbu. Krátce nato jeho díla uvedl i v Itálii – ovšem pouze výběr. Přes Wagnera se Sgambati dostal i do mohučského nakladatelství Schott. S Wagnerem se setkal v Římě v roce 1876 a byl jím povzbuzen, aby se pokusil o větší symfonická díla. Radou psát opery se však neřídil.
V 80. letech 19. století hodně cestoval, koncertoval v Anglii, Francii a Německu. Zároveň v Římě nadále uváděl tam málo známá instrumentální díla například od Bacha, Mozarta nebo Haydna.
V roce 1891 odmítl výzvu stát se Rubinsteinovým nástupcem na petrohradské konzervatoři, protože se cítil vázan ke svému rodnému městu. V roce 1893 byl jmenován uměleckým ředitelem Società Filarmonica Romana, která po něm po jeho smrti pojmenovala koncertní síň svého nového sídla. V roce 1903 se vzdal všech veřejných funkcí a působil pouze jako učitel.

## Dílo
Sgambati byl důsledným zastáncem italské instrumentální hudby a po celý svůj život odmítal napsat operu. To také vysvětluje jeho touhu ve své vlasti představit neitalskou hudbu, zejména symfonickou. Ve své tvorbě byl ovlivněn hlavně hudbou Beethovena, Wagnera a Liszta, zatímco vývoj hudby na přelomu století jej už neovlivnil.
Vytvořil dvě symfonie, několik komorních a klavírních děl, písně a skladby chrámové hudby včetně rekviem.